# Moving Target (Royal Hunt)
Moving Target è il terzo album del gruppo progressive metal danese Royal Hunt.

## Tracce
1. Last Goodbye
2. 1348
3. Makin' a Mess
4. Far Away
5. Step by Step
6. Autograph (strumentale)
7. Stay Down
8. Give it up
9. Time
10. Far Away (acustica)

## Formazione
- André Andersen – tastiere
- D. C. Cooper – voce
- Steen Mogensen – basso
- Jacob Kjaer – chitarra
- Allan Sorensen – batteria